# Communauté de communes des Gorges de la Haute Dordogne
Die Communauté de communes des Gorges de la Haute Dordogne ist ein ehemaliger französischer Gemeindeverband mit der Rechtsform einer Communauté de communes im Département Corrèze in der Region Nouvelle-Aquitaine. Sie wurde am 11. Dezember 2002 gegründet und umfasste 13 Gemeinden. Der Verwaltungssitz befand sich im Ort Neuvic.

## Historische Entwicklung
Mit Wirkung vom 1. Januar 2017 fusionierte der Gemeindeverband mit
- Communauté de communes du Pays d’Eygurande,
- Communauté de communes des Sources de la Creuse,
- Communauté de communes Ussel-Meymac-Haute Corrèze sowie
- Communauté de communes Val et Plateaux Bortois

und bildete so die Nachfolgeorganisation Haute-Corrèze Communauté.

## Ehemalige Mitgliedsgemeinden
1. Chirac-Bellevue
2. Lamazière-Basse
3. Latronche
4. Liginiac
5. Neuvic
6. Palisse
7. Roche-le-Peyroux
8. Sainte-Marie-Lapanouze
9. Saint-Étienne-la-Geneste
10. Saint-Hilaire-Luc
11. Saint-Pantaléon-de-Lapleau
12. Sérandon
13. Soursac